# 무협TV
무협 TV(武俠TV)는 1998년 OSB 1TV로 개국하여 2000년 OSB오락채널로 거쳐 2001년 OSB무협채널로 거쳐 무협 전문 TV 드라마 채널로서 2003년 구 OSB 동양위성방송을 인수한 씨앤텔 미디어에서 기존의 채널명인 "OSB 무협채널"을 "무협 TV"로 바꾸었다.
무협 TV는 최신 무협 시리즈를 비롯하여 왕우에서 이연걸로 이어지는 정통 무협 시리즈, 이소룡ㆍ유덕화ㆍ성룡ㆍ이연걸 등 배우별 편성, 서극ㆍ장이머우 등 감독별 편성 등을 통해 다양한 시청자층을 공략했다.
2007년 12월 서울경제신문이 지분 50%를 인수하여 2008년 10월 10일 서울경제TV로 채널을 변경함으로써 폐지되었다.